# BinckBank Tour 2019
15. ročník etapového cyklistického závodu BinckBank Tour se konal mezi 12. a 18. srpnem 2019 v Nizozemsku a Belgii. Celkovým vítězem se stal Belgičan Laurens De Plus z týmu Team Jumbo–Visma. Na druhém a třetím místě se umístili Belgičané Oliver Naesen (AG2R La Mondiale) a Tim Wellens (Lotto–Soudal).

## Týmy
Závodu se účastnilo všech 18 UCI WorldTeamů společně 5 UCI Professional Continental týmy. Každý z 23 týmů přijel se 7 jezdci, na start se tedy postavilo 161 jezdců. Do cíle v Geraardsbergenu dojelo 103 jezdců.
UCI WorldTeamy
- AG2R La Mondiale
- Astana
- Bahrain–Merida
- Bora–Hansgrohe
- CCC Team
- Deceuninck–Quick-Step
- EF Education First
- Groupama–FDJ
- Lotto–Soudal
- Mitchelton–Scott
- Movistar Team
- Team Dimension Data
- Team Jumbo–Visma
- Team Katusha–Alpecin
- Team Ineos
- Team Sunweb
- Trek–Segafredo
- UAE Team Emirates

UCI Professional Continental týmy
- Roompot–Charles
- Sport Vlaanderen–Baloise
- Total Direct Énergie
- Wallonie Bruxelles
- Wanty–Gobert

## Trasa a etapy
Organizátoři závodu odhalili celou trasu v červenci 2019.
| Etapa         | Datum         | Trasa                               | Vzdálenost | Typ       | Typ                  | Vítěz               |
| ------------- | ------------- | ----------------------------------- | ---------- | --------- | -------------------- | ------------------- |
| 1             | 12. srpna     | Beveren - Hulst                     | 167,7 km   |           | Rovinatá etapa       | Sam Bennett (IRL)   |
| 2             | 13. srpna     | Blankenberge - Ardooie              | 167,9 km   |           | Rovinatá etapa       | Sam Bennett (IRL)   |
| 3             | 14. srpna     | Aalter - Aalter                     | 166,9 km   |           | Rovinatá etapa       | Sam Bennett (IRL)   |
| 4             | 15. srpna     | Houffalize - Houffalize             | 96,2 km    |           | Zvlněná etapa        | Tim Wellens (BEL)   |
| 5             | 16. srpna     | Riemst - Venray                     | 184,9 km   |           | Rovinatá etapa       | Álvaro Hodeg (COL)  |
| 6             | 17. srpna     | Haag - Haag                         | 8,35 km    |           | Individuální časovka | Filippo Ganna (ITA) |
| 7             | 18. srpna     | Sint-Pieters-Leeuw - Geraardsbergen | 178,6 km   |           | Zvlněná etapa        | Oliver Naesen (BEL) |
| Celková délka | Celková délka | Celková délka                       | 970,55 km  | 970,55 km | 970,55 km            | 970,55 km           |

## Průběžné pořadí
| Etapa          | Vítěz          | Celkové pořadí  | Bodovací soutěž | Soutěž bojovnosti   | Soutěž týmů              |
| -------------- | -------------- | --------------- | --------------- | ------------------- | ------------------------ |
| 1              | Sam Bennett    | Sam Bennett     | Sam Bennett     | Baptiste Planckaert | Sport Vlaanderen–Baloise |
| 2              | Sam Bennett    | Sam Bennett     | Sam Bennett     | Baptiste Planckaert | Deceuninck–Quick-Step    |
| 3              | Sam Bennett    | Sam Bennett     | Sam Bennett     | Baptiste Planckaert | Sport Vlaanderen–Baloise |
| 4              | Tim Wellens    | Tim Wellens     | Sam Bennett     | Baptiste Planckaert | Team Sunweb              |
| 5              | Álvaro Hodeg   | Tim Wellens     | Sam Bennett     | Baptiste Planckaert | Team Sunweb              |
| 6              | Filippo Ganna  | Tim Wellens     | Sam Bennett     | Baptiste Planckaert | Team Sunweb              |
| 7              | Oliver Naesen  | Laurens De Plus | Sam Bennett     | Baptiste Planckaert | Team Sunweb              |
| Konečné pořadí | Konečné pořadí | Laurens De Plus | Sam Bennett     | Baptiste Planckaert | Team Sunweb              |

## Konečné pořadí
| Legenda | Legenda                             | Legenda | Legenda                           |
| ------- | ----------------------------------- | ------- | --------------------------------- |
|         | Označuje vítěze celkového pořadí.   |         | Označuje vítěze bodovací soutěže. |
|         | Označuje vítěze soutěže bojovnosti. |         |                                   |

### Celkové pořadí
| Pořadí | Jezdec              | Tým                 | Čas         |
| ------ | ------------------- | ------------------- | ----------- |
| 1      | Laurens De Plus     | Team Jumbo–Visma    | 21h 29’ 55” |
| 2      | Oliver Naesen       | AG2R La Mondiale    | + 35”       |
| 3      | Tim Wellens         | Lotto–Soudal        | + 36”       |
| 4      | Greg Van Avermaet   | CCC Team            | + 37”       |
| 5      | Marc Hirschi        | Team Sunweb         | + 44”       |
| 6      | Mike Teunissen      | Team Jumbo–Visma    | + 1’ 06”    |
| 7      | Iván García Cortina | Bahrain–Merida      | + 1’ 13”    |
| 8      | Stefan Küng         | Groupama–FDJ        | + 1’ 16”    |
| 9      | Simon Clarke        | EF Education First  | + 1’ 19”    |
| 10     | Michael Valgren     | Team Dimension Data | + 1’ 21”    |

### Bodovací soutěž
| Pořadí | Jezdec               | Tým                      | Body |
| ------ | -------------------- | ------------------------ | ---- |
| 1      | Sam Bennett          | Bora–Hansgrohe           | 115  |
| 2      | Jasper Philipsen     | UAE Team Emirates        | 66   |
| 3      | Edward Theuns        | Trek–Segafredo           | 62   |
| 4      | Timothy Dupont       | Wanty–Gobert             | 57   |
| 5      | Laurens De Plus      | Team Jumbo–Visma         | 55   |
| 6      | Mike Teunissen       | Team Jumbo–Visma         | 50   |
| 7      | Oliver Naesen        | AG2R La Mondiale         | 47   |
| 8      | Amaury Capiot        | Sport Vlaanderen–Baloise | 46   |
| 9      | Kristoffer Halvorsen | Team Ineos               | 46   |
| 10     | Tim Wellens          | Lotto–Soudal             | 40   |

### Soutěž bojovnosti
| Pořadí | Jezdec              | Tým                      | Body |
| ------ | ------------------- | ------------------------ | ---- |
| 1      | Baptiste Planckaert | Wallonie Bruxelles       | 71   |
| 2      | Robert Stannard     | Mitchelton–Scott         | 26   |
| 3      | Thomas Sprengers    | Sport Vlaanderen–Baloise | 24   |
| 4      | Aaron Verwilst      | Sport Vlaanderen–Baloise | 23   |
| 5      | Łukasz Wiśniowski   | CCC Team                 | 19   |
| 6      | Oscar Riesebeek     | Roompot–Charles          | 16   |
| 7      | Laurens De Plus     | Team Jumbo–Visma         | 14   |
| 8      | Stan Dewulf         | Lotto–Soudal             | 12   |
| 9      | Willie Smit         | Team Katusha–Alpecin     | 12   |
| 10     | Jesper Asselman     | Roompot–Charles          | 12   |

### Soutěž týmů
| Pořadí | Tým                   | Čas         |
| ------ | --------------------- | ----------- |
| 1      | Team Sunweb           | 64h 36’ 42” |
| 2      | Team Jumbo–Visma      | + 1’ 15”    |
| 3      | Deceuninck–Quick-Step | + 1’ 22”    |
| 4      | Lotto–Soudal          | + 5’ 38”    |
| 5      | AG2R La Mondiale      | + 10’ 52”   |
| 6      | Mitchelton–Scott      | + 11’ 13”   |
| 7      | Groupama–FDJ          | + 11’ 47”   |
| 8      | EF Education First    | + 12’ 12”   |
| 9      | Astana                | + 13’ 14”   |
| 10     | Team Katusha–Alpecin  | + 14’ 16”   |